# Maria Fagyas
Maria Helena Fagyas, née le 14 février 1905 à Budapest en Autriche-Hongrie et morte le 24 juin 1985 à Palm Springs en Californie, est une femme de lettres américaine d’origine austro-hongroise.

## Biographie
Maria Fagyas fait ses études à Budapest. Son père Géza Fagyas, lieutenant hongrois, meurt dans les premières semaines de la Première Guerre mondiale le 9 octobre 1914.
Elle s’installe à Berlin en 1925 et se marie avec Ladislaus Bus-Fekete, auteur de théâtre et scénariste austro-hongrois. En 1937, ils émigrent aux États-Unis et sont naturalisés en 1947. 
Avec son mari, elle écrit des pièces de théâtre sous le nom de Mary Helen Fay ou Mary Bush-Fekete. Après la mort de son époux, elle voyage en Europe, puis repart s’installer à Palm Springs en Californie.
Son premier roman, The Fifth Woman, publié en 1963 se situe pendant l’insurrection de Budapest en 1956. L’inspecteur Nemetz mène une enquête sur l’assassinat d’une femme venue le voir et lui exprimer ses craintes d’être assassinée. Ce roman a été sélectionné par la Mystery Writers of America pour le prix Edgar-Allan-Poe du meilleur premier roman en 1963.
Son quatrième roman The Devil’s Lieutenant inspiré de faits réels est selon Claude Mesplède et Jean-Jacques Schleret « sans conteste le chef d’œuvre de Maria Fagyas ».

## Œuvre

### Romans signés Maria Fagyas
- The Fifth Woman, 1963 Publié en français sous le titre La Cinquième Femme, Série noire no 893, 1964
- The Widowmaker, 1966 Publié en français sous le titre Les Veuves du lieutenant Mikay, Mercure de France, 1967
- The Twin Sister, 1970
- The Devil’s Lieutenant, 1970 Publié en français sous le titre Le Lieutenant du diable, Éditions de Trévise, 1970, réédition Le Livre de poche no 4886, 1977
- The Dance of the Assassins, 1973 Publié en français sous le titre Draga, Éditions de Trévise, 1975
- Court of Honor, 1978 Publié en français sous le titre Jury d’honneur, Éditions de Trévise, 1981

### Pièces de théâtre signées Mary Helen Fay (avec Ladislau Bush-Fekete)
- 1944 : Embezzled Heaven d'après le roman Le Ciel dilapidé de Franz Werfel
- 1945 : Alice in Arms
- 1947 : The Big Two
- 1951 : Faithfully Yours

### Scénario signé Mary Helen Fay
- 1953 : The Girl Next Door réalisé par Richard Sale

## Sources
- Claude Mesplède et Jean-Jacques Schleret, SN, voyage au bout de la Noire : inventaire de 732 auteurs et de leurs œuvres publiés en séries Noire et Blème : suivi d'une filmographie complète, Paris, Futuropolis, 1982, 476 p. (OCLC 11972030), p. 129.
- Claude Mesplède, Les années "Série noire" : bibliographie critique d'une collection policière, vol. 2 : 1959-1966, Amiens, Editions Encrage, coll. « Travaux » (no 17), 1993, 4 p. (ISBN 978-2-906389-43-4).
- Claude Mesplède (dir.), Dictionnaire des littératures policières, vol. 1 : A - I, Nantes, Joseph K, coll. « Temps noir », 2007, 1054 p. (ISBN 978-2-910686-44-4, OCLC 315873251), p. 696-697.